# 十八仔
十八仔，又稱十八骰仔、救十八、膏十八仔，是一種在台灣常見的擲骰子賭博遊戲。Si̍p-pat-tāu-á（十八骰仔）使用的器材為四或六粒六面的tāu-á（骰仔），常見玩法為四粒，以及一個大湯碗。遊戲時，玩家間會互相大喊（18啦）、（音近「Bㄐ啦」，或作「扁之」，指遊戲中最差的點數），玩笑似的來唱衰對方、鼓舞自己，玩起來十分熱鬧。

## 道具
- 骰子：正方體有六面、每面刻1至6點的凹圓點。

## 歷史
- 《世說新語》
  - <方正篇>：王子敬數歲時， 嘗看諸門生樗蒲...(後略)。
  - <任誕篇>：溫太真位未高時，屢與揚州、淮中估客樗蒱，與輒不競。
- 《演繁露》樗蒲經：「古斷木為子，一具凡五子，故名五木。」

## 一般規則
- 參與者有莊家一人及閒家數人。
- 計點方式係先扣除2顆點數相同的骰子，其餘2顆點數合計即為其所得點數。 若有兩組骰子點數相同，則取最大點的一組相加，若有3顆骰子相同且另一顆不同，必須重擲。
  - 因此，所得點數最大為12點，稱為「十八」（si̍p-pat）；最小為3點，漢字為「扁膣」，發音類似Bㄐ，為賭徒賭輸，生氣怒罵用語。

- - 若四顆骰子正面均相同，稱為「一色」，不論點數多寡，均以勝計。
  - 若所擲骰子正面均不相同，稱為「無面」或「無點」，應重新擲至有點數為止。

## 特殊規則
- 有些賭局規定3顆骰子點數相同且另一顆不同，可以計算。
- 有些賭局規定若閒家擲出「十八」或「一色」（豹子）時，莊家得加倍賠注。
- 有些賭局規定若莊家擲出「十八」或「一色」（豹子）時，則立即「通吃」閒家所下之注，閒家不應再擲。若莊家擲出「扁膣」，則立即「通賠」給閒家所下之注，閒家亦不應再擲。[5]